# Greg Boyle
Pour les articles homonymes, voir Boyle.
Greg Boyle est un curé jésuite américain né à Los Angeles. Il est le fondateur et directeur de Homeboy Industries,. Il existe plusieurs films ou documentaires sur lui, concernant son travail « anti-gang » contre les bandes et gangs dans son rôle de pasteur de l'église mission Dolores (en) dans le quartier de Boyle Heights, un quartier hispanique de l'est de Los Angeles. Il a également écrit deux livres : Tatoos on the Heart:  The Power of Boundless Compassion (2010) et Barking to the Choir (2017).

## Biographie

### Jeunesse
Père Boyle, S.J., est né à Los Angeles, Californie aux États-Unis, dans le quartier Hancock Park. Il est un de huit enfants nés a Kathleen et Bernie Boyle, une famille d'origine irlandaise-américaine. Il est allé au lycée Loyola, lycée catholique de garçons du centre-ville de Los Angeles, l'école la plus ancienne de Californie du sud, dont la devise est « Service to Others » (« Rendre service aux autres »).  

### Éducation
Greg Boyle a obtenu son baccalauréat en 1972 dans un lycée catholique (jésuite) à Los Angeles. Après, il est entré dans la Compagnie de Jésus. En 1984, il a obtenu son ordination pour devenir prêtre. Il a obtenu des diplômes de l'université de Gonzaga à Spokane (Washington) en littérature et en philosophie. Après, il a obtenu trois masters. Son premier master a été obtenu à l'Université Loyola Marymount à Los Angeles (Californie) en littérature, son deuxième diplôme a été obtenu au Weston School of Theology à Cambridge (Massachusetts).  

### Début de carrière
En 1984, à la fin de ses études de théologie, le père Boyle a passé un an à Cochabamba en Bolivie, travaillant avec les communautés chrétiennes. À l'origine, le but était d'apprendre l'espagnol, mais l'expérience a eu un effet très fort sur lui. À son retour aux États-Unis en 1986, il a été affecté à une université privée jésuite dans le nord de la Californie, à l'université de Santa Clara. Cependant, il a demandé à son responsable d'aller travailler à un autre endroit avec les plus pauvres. En fin de compte, il a été affecté à la paroisse de Dolores Mission à l'est de Los Angeles. Dolores Mission à Boyle Heights avait 8 gangs rivaux dans la même paroisse : la plus grande activité de gangs de Los Angeles, qui est la deuxième plus grande ville des États-Unis.  

### Homeboy Industries
Entre 1988-1992, le père Boyle et la communauté de l'église ont créé un programme qui s'est appelé « Jobs for a Future ». Il avait une école alternative, une crèche et une maternelle gratuite pour permettre aux parents de travailler (aux États-Unis, les crèches et maternelles sont toujours payantes), et une assistance pour le travail.         
En 1992, après que le père Boyle ait publié une prise de position dans le journal du Los Angeles Times, un réalisateur, Ray Stark, l'a contacté. Il a demandé au curé comment il pouvait l'aider. Le père Greg Boyle a expliqué qu'une boulangerie en face de l'église Dolores Mission était à vendre. Ray Stark a acheté le commerce. La boulangerie s'appelait Homeboy, qui est aussi le nom souvent utilisé entre les hommes dans les gangs. Jobs to a Future a évolué en Homeboy Industries (en), une association à but non lucratif.    
En 1999, un feu d'origine électrique détruit la boulangerie. Avec beaucoup de donations, finalement, un site a été acheté en face de la prison de Los Angeles. Il y a eu une cérémonie en 2006 avec le maire de Los Angeles, Antonio Villaraigosa, pour l'inauguration du bâtiment, le siège social de Homeboy Industries. Le nouvel endroit est dans le quartier de Chinatown, en face d'une prison, l'une des plus grandes prisons du monde. Comme le shérif de Los Angeles, Lee Baca a dit, il est ironique. Il y a 5 000 membres d'un gang dans la prison au centre-ville de Los Angeles. Comme Lee Baca a dit, « le problème des gangs est extraordinaire et difficile » et « la solution n'est pas avec les arrêts… Homeboy Industries est une oasis proche d'un lieu qui ne représente rien si ce n'est le désespoir. »
Maintenant, Homeboy Industries est le plus important programme et celui qui a le plus de succès concernant la réhabilitation et la réinsertion pour les membres de gangs dans le monde. Il y a 10 000 hommes et femmes qui sont dans leurs programmes. Il y a une boulangerie, Homeboy Bakery, un restaurant, Homegirl Café, et Homeboy Silkscreen and Embroidery. Ils y organisent aussi des cours, du conseil moral et professionnel. Un médecin vient faire une permanence deux fois par semaine, et une trentaine de bénévoles proposent leurs services pour enlever les tatouages, du lundi au vendredi, de 9 h à 17 h (d'après le co-ordinateur du programme de tatouage, 29 novembre 2017). Leur liste d'attente est de 1 000 personnes a déclaré le père Boyle lors d'une interview à Radio publique nationale (13 novembre 2017), tandis qu'un professionnel travaille tous les jours. Les tatoués ont des problèmes pour trouver un emploi à cause de leur lien avec les gangs, donc l'importance de ce service est primordial.    
Homeboy Industries a créé un réseau qui aide les gens à sortir de gangs et qui s'appelle « Global Homeboy Network ». D'après le père Boyle, ce réseau a maintenant 141 programmes aux États-Unis, mais aussi 15 programmes hors du pays.     
Le journal The Economist estime que l'état de Californie économise 20 millions de dollars chaque année dans son système carcéral grâce à Homeboy Industries.      

## Œuvres
Père Boyle a écrit quatre livres, chacun avec un ancien membre d'un gang :  
- Greg D. Boyle et Roger T. Muir, Like Father, Like Son, 14 avril 2010 ;
- Gregory Boyle, Tattoos on the Heart: The Power of Boundless Compassion, 9 mars 2010 ;
- Gregory Boyle, Barking to the Choir: The Power of Radical Kinship, 14 novembre 2017 ;
- Steven Burton et Greg Boyle, Skin Deep: Looking Beyond the Tattoos, 24 octobre 2017.